# Edgar Bergen
Edgar Bergen (Chicago, 16 de fevereiro de 1903 — Paradise, 30 de setembro de 1978) foi um ator, comediante, radialista e ventríloquo estadunidense. Ele conquistou a fama mundial graças ao seu boneco Charlie McCarthy.

## Biografia
Edgar Bergen é origem sueca mas nasceu em Chicago em 16 de fevereiro de 1903. Ainda adolescente, começou a aparecer acompanhado de um boneco que um carpinteiro amigo fabricara para ele: tratava-se de uma marionete que representava um vendedor de jornais irlandês, que ele chamou de Charlie McCarthy e que se transformou no eterno parceiro de espetáculos. 

## Filmografia
- 1938: The Goldwyn Follies ... ele mesmo
- 1938: Letter of Introduction ... ele mesmo
- 1939: You Can't Cheat an Honest Man ... o grande Edgar
- 1939: Charlie McCarthy, Detective ... ele mesmo
- 1941: Look Who's Laughing ... ele mesmo
- 1942: Here We Go Again ... ele mesmo / Charlie McCarthy / Mortimer Snerd
- 1943: Stage Door Canteen ... ele mesmo
- 1944: Song of the Open Road ... ele mesmo
- 1947: Fun and Fancy Free ... ele mesmo / Charlie McCarthy / Mortimer Snerd
- 1948: I Remember Mama ...Mr. Thorkelson
- 1950: Captain China ...Mr. Haasvelt
- 1950: Charlie's Haunt ...Himself
- 1953: Mystery Lake ...Dr. Sorenson
- 1964: The Hanged Man (telefilme) ...Hotel Clerk
- 1965: One Way Wahine ...Sweeney
- 1967: Don't Make Waves ...Madame Lavinia
- 1968: Rogue's Gallery ...Roy Benz
- 1970: The Phynx ...Edgar Bergen
- 1976: Won Ton Ton, the Dog Who Saved Hollywood ...Professor Quicksand
- 1979: The Muppet Movie ... ele mesmo / Charlie McCarthy
- 2009: I'm No Dummy ... ele mesmo / Charlie McCarthy (arquivo de imagens)